# Reineris Salas
Reineris Salas Pérez (L'Avana, 17 marzo 1987) è un ex lottatore cubano, specializzato nella lotta libera Ha rappresentato Cuba ai Giochi olimpici estivi di Tokyo 2020, vincendo la medaglia di bronzo nel torneo dei 97 kg, e a quelli di Pechino 2008 e Rio de Janeiro 2016, giungendo rispettivamente al decimo ed al quinto posto.. Ha vinto di due medaglie d'argento e una di bronzo ai mondiali e una medaglia di oro e una di bronzo ai Giochi panamericani.

## Palmarès
- Giochi olimpici

Tokyo 2020: bronzo nei 97 kg.
- Mondiali

Mosca 2010: bronzo negli 84 kg.
Budapest 2013: argento negli 84 kg.
Tashkent 2014: argento negli 86 kg.
- Giochi panamericani

Toronto 2015: oro negli 86 kg.
Lima 2019: bronzo nei 97 kg.
- Campionati panamericani

Rio de Janeiro 2006: oro negli 84 kg.
Maracaibo 2009: oro negli 84 kg.
Monterrey 2010: oro negli 84 kg.
Città del Messico 2014: oro negli 86 kg.
Frisco 2016: argento nei 97 kg.
Lima 2018: oro nei 97 kg.
Buenos Aires 2019: argento nei 97 kg.
- Giochi centramericani e caraibici

Veracruz 2014: oro negli 86 kg.
Barranquilla 2018: oro nei 97 kg.